# В открытом море (фильм, 1994)
«В откры́том мо́ре» (другое название — «Экипа́ж»; англ. The Crew) — американский независимый фильм 1994 года.

## Сюжет
У Филиппа некоторое время назад появилось много денег, и он купил себе большую лодку. Теперь он хочет покатать на ней своих друзей и на выходные они все отправляются в плавание из Флориды на Багамские Острова. Плывёт сестра Филиппа Дженнифер и её муж Билл. У Билла некоторое время назад покончила с собой страдающая от алкоголизма мама, поэтому Филипп думал, что он откажется от поездки, но тот наоборот захотел развеяться. На лодке также присутствует приятель Филиппа рок-музыкант Алекс и новая подружка Филиппа Кэтрин.
В открытом море Филипп и компания находят горящую лодку. Они подбирают двух пассажиров потерпевших на ней крушение. Это Тим, который совсем недавно стал мужчиной, поменяв пол, и Камилла, нелегальная мигрантка-латиноамериканка, которую тот пытается перевезти в США.
На лодке начинается конфликт. Филипп хочет подождать спасателей и передать пострадавших им, но Тим не может этого допустить, так как тогда начнутся проблемы у Камиллы. Тим просит довезти их до Майами, но Филипп адвокат, и не намерен ввязываться в историю с контрабандой мигрантов. У Тима есть пистолет, и он захватывает лодку. Он держит курс в сторону Багамских Островов, где его должен забрать его любовник.

## В ролях
- Вигго Мортенсен — Филипп
- Донал Лог — Билл Пирс
- Джереми Систо — Тимоти Грант
- Памела Гидли — Дженнифер Пирс
- Лаура дель Соль — Камилла Маркес
- Джон Филбин — Алекс
- Сэм Дженкинс — Кэтрин Дрифтвуд

## Приём
Эмануэль Леви в рецензии для Variety критически отозвался о фильме. По его мнению, история в фильме показана схематично, а игра актёров не может спасти плохой сценарий и режиссуру. Фильм плохо снят и в техническом плане.